# Комбинированная классификация Джиро д’Италия
Комбинированная классификация на Джиро д’Италия нерегулярно разыгрывалась в рамках Джиро в промежутке с 1973 по 2006 год. Победитель определялся по сумме мест, занятых в генеральной, горной и спринтерской классификациях.

## История
Впервые комбинировання классификация появилась на Джиро 1973 года. Первым победителем стал легендарный бельгиец Эдди Меркс, выигравший общий и спринтерский зачёт и ставший вторым в горном. 
Через несколько лет классификация на короткое время была возвращена, но отдельной призовой майки не имела. В 1988 году победитель комбинированного зачёта Эндрю Хэмпстен получил специальную синюю майку. В дальнейшем синяя майка вручалась лидерам классификации Интерджиро, после её ликвидации в 2006 году Паоло Савольделли, выигравший комбинированный зачёт вновь получил синюю майку. С 2007 года данная номинация не разыгрывается.

## Победители комбинированной классификации
| Год  | Победитель              | Очки | Второй                      | Очки | Третий                       | Очки |
| ---- | ----------------------- | ---- | --------------------------- | ---- | ---------------------------- | ---- |
| 1973 | Эдди Меркс (BEL)        |      | Феличе Джимонди (ITA)       |      | Джованни Баттальин (ITA)     |      |
| 1976 | Франческо Мозер (ITA)   | 12   | Эдди Меркс (BEL)            | 31   | Арнальдо Каверзаси (ITA)     | 52   |
| 1977 | Вильмо Франкиони (ITA)  |      | Марио Беккья (ITA)          |      | Джанбатиста Барончелли (ITA) |      |
| 1978 | Джузеппе Саронни (ITA)  |      | Владимиро Паницца (ITA)     |      | Ули Суттер (SUI)             |      |
| 1980 | Бернар Ино (FRA)        | 8    | Владимиро Паницца (ITA)     | 11   | Томми Прим (SWE)             | 12   |
| 1985 | Урс Фрёйлер (SUI)       | 44   | Акасио да Сильва (POR)      | 38   | Паоло Росола (ITA)           | 30   |
| 1986 | Гвидо Бонтемпи (ITA)    | 52   | Педро Муньос (ESP)          | 38   | Эрик Вандерэрден (BEL)       | 30   |
| 1987 | Стивен Роуч (IRL)       | 80   | Роберт Миллар (GBR)         | 68   | Паоло Росола (ITA)           | 60   |
| 1988 | Эндрю Хэмпстен (USA)    | 8    | Эрик Брёйкинк (NED)         | 12   | Урс Циммерманн (SUI)         | 20   |
| 2001 | Джильберто Симони (ITA) | 13   | Пьетро Кауккьоли (ITA)      | 35   | Унаи Оса (ESP)               | 38   |
| 2006 | Паоло Савольделли (ITA) | 775  | Хосе Энрике Гутьеррес (ESP) | 651  | Иван Бассо (ITA)             | 595  |